# Uniwersytet Marylandu w College Park
Uniwersytet Marylandu w College Park (ang. University of Maryland, College Park) – amerykańska uczelnia publiczna z siedzibą w College Park w stanie Maryland, założona w 1856.
Od 1916 uniwersytet znajduje się pod pełną kontrolą stanu Maryland, a od 1920 działa pod obecną nazwą. Kształci ponad 37 500 studentów i zatrudnia około 4000 pracowników naukowych.
W latach 2010–2011 został zaliczony przez brytyjski magazyn Times Higher Education do 200 najlepszych uniwersytetów na świecie.

## Jednostki organizacyjne
Uniwersytet Marylandu w College Park składa się z następujących jednostek organizacyjnych:

- A. James Clark School of Engineering
- College of Agriculture and Natural Resources
- College of Arts and Humanities
- School of Music
- College of Behavioral and Social Sciences
- College of Computer, Mathematical, and Natural Sciences
- College of Education
- College of Information Studies
- Philip Merrill College of Journalism
- Robert H. Smith School of Business
- School of Architecture, Planning & Preservation
- School of Public Health (poprzednio College of Health & Human Performance)
- Office of Undergraduate Studies
- School of Public Policy